# Sanok Dąbrówka
Sanok Dąbrówka – przystanek osobowy w Sanoku, w dzielnicy Dąbrówka, w województwie podkarpackim, w Polsce.

## Historia
Na 15 listopada 1895 zaplanowano otwarcie stacji kolejowej „Dąbrówka – Sanok”, dla pociągów osobowych. Pierwotnie istniała na terenie wsi Dąbrówka Ruska.

## Ruch pasażerski
| Rok  | Wymiana pasażerska na dobę |
| ---- | -------------------------- |
| 2017 | 0-9                        |
| 2022 | 0-9                        |

Na początku XX wieku przez stację kursował pociąg ze Lwowa w kierunku Jasła.
Budynek stacyjny (w którym znajdowała się kasa, poczekalnia i pomieszczenie dla kolejarzy) został zburzony z powodu "słabej widoczności" w marcu 2009 roku. Obecnie na miejscu byłego budynku znajduje się pomieszczenie dróżnika.

## Pomnik
Nieopodal stacji znajduje się pomnik upamiętniający poległych funkcjonariuszy Powiatowego Urząd Bezpieczeństwa Publicznego w (PUBP) w Sanoku, którzy zginęli w walce oddziałem partyzantki antykomunistycznej Antoniego Żubryda. Stanowią go trzy kamienie pamiątkowe. Projektantką pomnika była Barbara Bandurka, a ustanowiły go w 1974 roku władze Polski Ludowej. Pomnik został odsłonięty w październiku 1974. Na pomniku umieszczona była tablica z następującą inskrypcą: W dowód pamięci zamordowanych funkcjonariuszy P.U.B.P. w dniu 30.04.1946 przez bandę Żubryda: Drwięgi Bronisława, Kudy Karola, Łabudy Juliana. Społeczeństwo Sanoka, październik 1974. Tablica z inskrypcją została skradziona i dotąd nie odtworzono jej, pozostały jedynie trzy kamienie pamiątkowe.